# متیو اشفورد
مَتیو نیل اَشفورد (انگلیسی: Matthew Nile Ashford؛ زادهٔ ۲۹ ژانویهٔ ۱۹۶۰) یک هنرپیشه اهل ایالات متحده آمریکا است. وی از سال ۱۹۸۲ میلادی تاکنون مشغول فعالیت بوده و بیش‌از همه به واسطهٔ ایفای نقش طولانی مدت جک دِوِرا در سریال به اصطلاح صابونی روزهای زندگی ما محصول ان‌بی‌سی شهرت دارد.